# BAE Taranis
Die BAE Systems Taranis ist ein Technologie-Demonstrator für ein britisches UCAV. Sie ist Teil des Strategic Unmanned Air Vehicle (Experimental) (SUAV[E]) Programms, dessen Ziel es ist, ein autonomes unbemanntes Luftfahrzeug mit Tarnkappeneigenschaften zu entwickeln. Weiter dient BAE Taranis zusammen mit dem Dassault Neuron als Technologieträger für das Future Combat Air System. Taranis ist der keltische Gott des Himmels, des Wetters und des Donners. 

## Entwicklung
Die Entwicklung des Taranis-UCAV wird von BAE Systems geleitet, an dem Programm beteiligt sind aber auch Rolls-Royce, General Electric, QinetiQ und das britische Verteidigungsministerium. BAE Systems ist für die Konstruktion, die Tarnkappentechnik und die Flugsteuerung und -erprobung verantwortlich. QinetiQ entwickelt die Künstliche Intelligenz für den autonomen Flug und GE Aviation Systems steuert die Avionik bei. Das Fluggerät wird von einem Rolls-Royce Turbomeca-Adour-MK951-Turbofan angetrieben.
BAE Systems Australia ist mit 5 % an dem Programm beteiligt. Der Taranis-Demonstrator wird ein Höchstabfluggewicht von 8000 Kilogramm und die Abmessungen einer BAE Hawk haben. Im September 2007 wurden erste Teile hergestellt, der Zusammenbau des UCAV begann im Februar 2008. Am 12. Juli 2010 wurde der fertige Taranis-Demonstrator erstmals der Öffentlichkeit präsentiert. Die Flugerprobung sollte ursprünglich 2011 beginnen, der Erstflug fand jedoch erst im August 2013 statt. Die Flugversuche fanden auf der australischen Woomera Test Range statt.

## Technische Daten
| Kenngröße             | Daten        |
| --------------------- | ------------ |
| Länge                 | ca. 12,50 m  |
| Spannweite            | ca. 10 m     |
| Höhe                  | ca. 4 m      |
| Startmasse            | ca. 8.000 kg |
| Höchstgeschwindigkeit | k. A.        |
| Maximale Flughöhe     | k. A.        |
| Reichweite            | k. A.        |